# لیسنکوئیسم

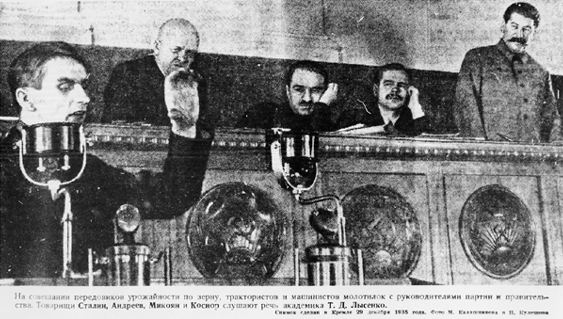
لیسنکو در سال ۱۹۳۵ در کرملین صحبت می‌کرد. پشت سر او (از چپ به راست) استانیسلاو کوسیر، آناستاس میکویان، آندری آندریف و جوزف استالین قرار دارند.

لیسنکوئیسم (روسی: Лысенковщина ،[ɫɨˈsɛnkəfɕ:ʲɪnə]، اوکراینی: лисенківщина ،[ɫɨˈsɛŋkɪwʃt͡ʃɪnɐ]) یک کارزار سیاسی به رهبری تروفیم لیسنکو علیه ژنتیک و کشاورزی علم بنیان در اواسط قرن بیستم بود که انتخاب طبیعی را به نفع نوعی از لامارکیسم رد کرد و همچنین تکنیک‌های بهاره سازی و پیوند را گسترش داد. با گذشت زمان، این اصطلاح در اشاره به هرگونه تحریف عمدی حقایق یا نظریه‌های علمی برای اهدافی که از نظر سیاسی، مذهبی یا اجتماعی مطلوب تلقی می‌شوند، شناخته شده‌است.
بیش از ۳۰۰۰ زیست‌شناس جریان اصلی از کار اخراج یا زندانی شدند و تعداد زیادی از دانشمندان در کارزار سرکوب مخالفان علمی اعدام شدند. رئیس آکادمی کشاورزی، نیکولای واویلوف، که لیسنکو را تشویق کرده بود، به زندان فرستاده شد و در آنجا درگذشت، در حالی که تحقیقات ژنتیک شوروی عملاً از بین رفت. تحقیقات و آموزش در زمینه‌های نوروفیزیولوژی، زیست‌شناسی سلولی و بسیاری از رشته‌های بیولوژیکی دیگر آسیب دید یا ممنوع شد.
سایر کشورهای بلوک شرق از جمله جمهوری خلق لهستان، جمهوری چکسلواکی و جمهوری دموکراتیک آلمان و نیز جمهوری خلق چین لیسنکوئیسم را به عنوان «زیست‌شناسی جدید» رسمی، به درجات مختلف، برای چند سال پذیرفتند.
دولت اتحاد جماهیر شوروی از این کارزار حمایت کرد و جوزف استالین شخصاً سخنرانی لیسنکو را به گونه ای ویرایش کرد که با وجود تردید وی نسبت به اظهارات لیسنکو مبنی بر اینکه همه علوم ماهیت طبقاتی دارند، حمایت وی را از آنچه به عنوان لیسنکوئیسم شناخته می‌شد، نشان داد. لیسنکو به عنوان مدیر آکادمی علوم کشاورزی لنین اتحادی شوروی کار می‌کرد.

نظریه پلاسم میکروبی آگوست وایزمن اظهار داشت که مواد موروثی، پلاسم جوانه، تنها توسط اندامهای تولید مثل منتقل می‌شود. سلولهای بدنی در هر نسلی از پلاسم زایا دوباره ایجاد می‌شوند. برخلاف نظر لامارکیسم، هیچ راهی وجود ندارد که تغییرات ایجاد شده در سلولهای بدنی بر نسل بعدی تأثیر بگذارد.

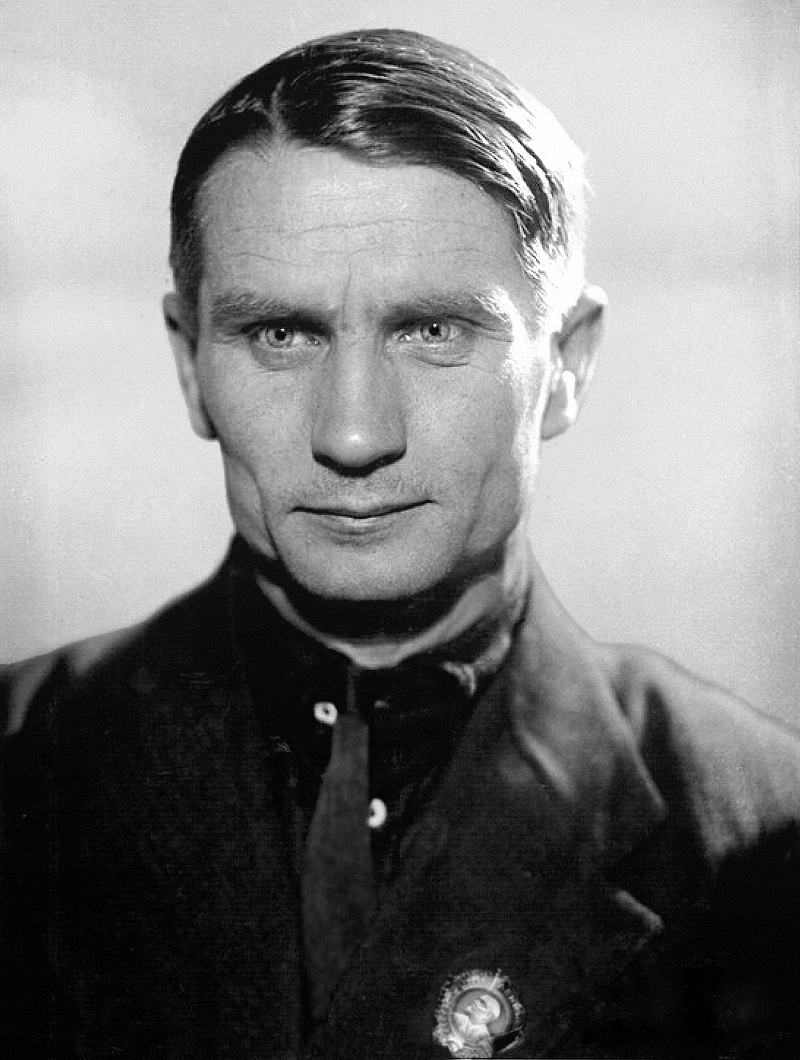
لیسنکو در سال ۱۹۳۸